# Radio Cultura (Uruguay)
Radio Cultura es una emisora de radio uruguaya perteneciente al sistema público de Radiodifusión Nacional del Uruguay. 

## Historia
La historia de esta emisora, se remonta a 1931, cuando el 21 de enero de ese año en el predio de la Capilla de la Sagrada Familia y de la quinta de la Familia Jackson (la misma que también perteneció a Damaso Antonio Larrañaga), se instala e inicia sus emisiones CX 38 Radiodifusora Jackson creada a iniciativa del cura Ramón Puyal y Garanto. La programación de esta emisora primitivamente estuvo enfocada a la difusión de música clásica pero también religiósa. 
En 1936 la emisora es adquirida por el entonces Servicio Oficial de Difusión Radioeléctrica y este enfoca la programación de esta nueva emisora hacia la difusión de actividades culturales y educativas, incluso en los años noventa recibió la denominación de Radio Educativa. Cabe destacar que el servicio de radiodifusión nacional ya contaba con CX 6 enfocada en la música clásica, y CX 26 como emisora generalista.

### Emisora del Sur
En el año 2005, luego de una reestructura en el sistema de medios estatales, bajo la gestión de Pedro Ramela la emisora redefinió su perfil como difusora de música nacional y regional, adquiriendo la denominación de "Emisora del Sur". En 2015, tras la creación del Servicio de Comunicación Audiovisual Nacional, la totalidad de las emisoras del estado dejan de depender del Servicio Oficial de Difusión, Representación y Espectáculos  pasando al sistema de Radiodifusión Nacional del Uruguay.

### Radio Cultura
En julio de 2021, modificaciones en los medios públicos definen nuevamente su perfil y deja de llamarse Emisora del Sur para llamarse Radio Cultura, continuando su labor en la difusión de la cultura nacional y también regional.

## Señal de FM
En el año 2007, luego del cierre de Concierto FM tras constatarse irregularidades tributarias por parte de la DGI, (cabe acotarse que posteriormente la Justicia rectificó su fallo, constatando que no existió tal evasión fiscal), la URSEC asignó la frecuencia 94.7 FM de Montevideo a Radiodifusión Nacional del Uruguay y esta pasó a actuar como repetidora de la totalidad de la programación de CX38 para la capital y área metropolitana. Su antena emisora se instaló junto a la de Babel, en el techo del edificio de la Intendencia de Montevideo en el Centro de la ciudad. En la actualidad, la señal FM pasó a ser de Radio Uruguay. 

## Logos

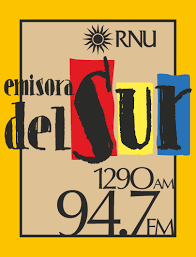
Logo de Emisora del Sur, aún bajo la dependencia de Radiodifusión Nacional del SODRE.

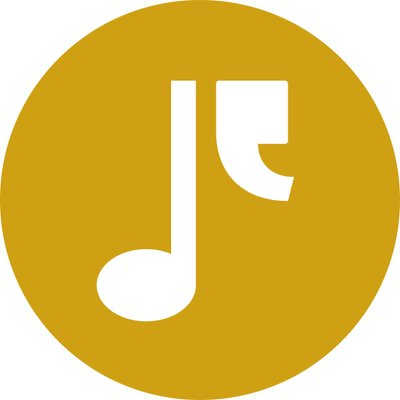
Logo de Emisora del Sur, utilizado desde 2015 hasta 2021.